# 渡辺信夫 (歴史学者)
渡辺信夫（わたなべ のぶお、1932年2月18日-2001年1月15日）は、日本の日本史学者。

## 経歴
山形県西村山郡河北町生まれ。1957年東北大学大学院国史学修士課程修了。福島工業高等専門学校助教授、1967年東北大学文学部助教授、教授、文学部長。 1995年、定年退官、名誉教授、放送大学教授。
交通・流通史研究を軸とした近世東北地域史研究を専攻とした。 1967年、東北大学より文学博士の学位を取得。

## 著書
- 『幕藩制確立期の商品流通』（柏書房、1966年）
- 『みちのく街道史』（河出書房新社、1990年）
- 『海からの文化 みちのく海運史』（河出書房新社、1992年）
- 『渡辺信夫歴史論集』（清文堂出版、2002年）

1『近世東北地域史の研究』（大藤修 編）
2『日本海運史の研究』（平川新 編）

### 共著・編・監修
- 『日本城下町絵図集 東北篇』（編集・昭和礼文社、1980年）
- 『日本の街道 1 風かけるみちのく 奥州街道・羽州街道・会津街道・浜街道』（仲野浩共責任編集、集英社、1981年）
- 『宮城の研究』全8巻 （編・清文堂出版、1983年 - 1987年）
- 『図説日本の歴史 4 図説宮城県の歴史』責任編集 （河出書房新社、1988年）
- 『図説おくのほそ道』（山本健吉現代語訳、渡辺信夫図版監修、河出書房新社、ふくろうの本、1989年）
- 『近世日本の民衆文化と政治』（編・河出書房新社、1992年）
- 『近世日本の都市と交通』（編・河出書房新社、1993年）
- 『近世日本の生活文化と地域社会』（編・河出書房新社、1995年）
- 『東北の歴史再発見 国際化の時代をみつめて』（編・河出書房新社、1997年）
- 『東北の街道 道の文化史いまむかし』（監修・東北建設協会、1998年）
- 『東北の交流史』（編・無明舎出版、1999年）
- 『宮城県の歴史』（今泉隆雄,大石直正,難波信雄共著、山川出版社、県史、1999年）
- 『復刻仙台領国絵図』（監修・ユーメディア、2000年）
- 『目で見る仙台の100年』（監修・郷土出版社、2001年）
- 『図説伊達政宗 新装版』（仙台市博物館編、監修・河出書房新社、ふくろうの本、2002年）